# Радован Драговић
Радован В. Драговић (Ужице, 1878 — Београд, 1906), новинар и политичар, један од вођа радничког покрета и један од оснивача Српске социјалдемократске странке.

## Биографија
Рођен је 6. децембра (24. новембра по старом календару) 1878. године у Ужицу.
Социјалистичком покрету пришао је још као ученик Ужичке гимназије, током 1895. и 1896. године али је због болести морао напустити школовање. Од 1896. до 1899. године је радио као столарски радник у Загребу и Грацу. Тамо се упознао са доста развијеним радничким покретом и изучавао дела Маркса, Енгелса и других савремених марксиста.
У Србију се вратио октобра 1899. године и запослио се у Београду. Тада је почео активно да учествује у радничком и социјалдемократском покрету Србије. Током 1900. и 1901. године сарађивао је са листовима „Напред“ и „Раднички лист“. Такође је био ангажован и око оснивања Београдског радничког друштва.
Касније се ангажовао око оснивања синдиката и општих радничких друштава. Био је уредник листа „Радничке новине“ и секретар Централног одбора - илегалног руководећег тела радничког покрета Србије. Посебно је био активан у раду на основању Српске социјалдемократске странке, која је основана августа 1903. године.
Од 1903. је био секретар а од 1905. председник Српске социјалдемократске странке. Био је и оснивач и први наставник у партијској школи у Београду током 1903. и 1904. године.
Умро је у Београду 7. јануара 1906. године (25. децембра 1905. по старом календару).